# The Kansas City Star
The Kansas City Star är en tidning i Kansas City i Missouri i USA, som ägs av McClatchy Company.
Ernest Hemingway fick 1917 arbete på tidningen som journalistlärling. Hemingway själv sade att det var här han utvecklade sin förmåga att skriva på det sätt han gjorde.